# ستاد البتراء
ستاد البتراء ملعب كرة قدم يقع في مدينة الحسين للشباب في العاصمة الأردنية عمّان ، وتقام عليه عدد من مباريات دوري الدرجة الأولى ومباريات منتخب الأردن للسيدات ويستخدم كذلك للتدريب ، يتسع الملعب لنحو 6,000 متفرج.